# Év Múzeuma díj
Az Év Múzeuma díj a Pulszky Társaság – Magyar Múzeumi Egyesület által kiírt országos szakmai díj. Az elismerés a muzeális intézmények működésének átfogó elemzése alapján kivívható rang, amelyet az adott intézmény elmúlt évi fejlődését értékelve, az eredményeket összevetve ítélnek oda a Pulszky Társaság által felkért bírálók, összesen 10 fő.
Az év múzeuma titulus mellett további szakmai elismeréseket is adományozhatnak a bírálok. Az elmúlt években a bíráló bizottság több alkalommal döntött különdíj, továbbá a bíráló bizottság díja és a bíráló bizottság kiemelt elismerése odaítéléséről.

## Az Év Múzeuma díj díjazottjai
1997
- Damjanich János Múzeum, Szolnok
- Sóstói Múzeumfalu, Nyíregyháza

1998
- Matrica Múzeum és Régészeti Park, Százhalombatta
- Kuny Domokos Megyei Múzeum, Tata

1999
- Jász Múzeum, Jászberény
- Thorma János Múzeum, Kiskunhalas

2000
- Hadtörténeti Intézet és Múzeum, Budapest
- Herman Ottó Múzeum, Miskolc

2001
- Gödöllői Városi Múzeum, Gödöllő
- Szabadtéri Néprajzi Múzeum, Szentendre

2002
- Dobó István Vármúzeum, Eger
- Duna Múzeum (Magyar Környezetvédelmi és Vízügyi Múzeum), Esztergom

2003
- Postamúzeum, Budapest
- Viski Károly Múzeum, Kalocsa
- Herendi Porcelánművészeti Múzeum, Herend
- Marcali Városi Helytörténeti Múzeum, Marcali

2004
- Göcseji Falumúzeum, Zalaegerszeg
- MNM Rákóczi Múzeum[1]
- Néprajzi Gyűjtemények és Kisgaléria, Kelemér[2]

2005
- Damjanich János Múzeum, Szolnok
- Terror Háza Múzeum, Budapest
- Petőfi Szülőház és Emlékmúzeum, Kiskőrös

2006
- Déri Múzeum, Debrecen
- József Attila Múzeum, Makó
- Ópusztaszeri Nemzeti Történeti Emlékpark, Ópusztaszer

2007
- Laczkó Dezső Múzeum, Veszprém
- Matyó Múzeum, Mezőkövesd

2008
- Munkácsy Mihály Múzeum, Békéscsaba
- Jósvafői Tájház, Jósvafő

2009
- Petőfi Irodalmi Múzeum, Budapest

2010
- Hadtörténeti Intézet és Múzeum, Budapest
- Mátra Múzeum, Gyöngyös

2011
- Semmelweis Orvostörténeti Múzeum, Budapest
- Petőfi Szülőház és Emlékmúzeum, Szlovák tájház, Kiskőrös

2012
- Magyar Természettudományi Múzeum, Budapest
- Balatoni Múzeum, Keszthely

2013
- BTM Aquincumi Múzeum, Budapest
- Tiszazugi Földrajzi Múzeum, Tiszaföldvár

2014
- Óbudai Múzeum, Budapest
- Savaria Megyei Hatókörű Városi Múzeum - Iseum Savariense, Szombathely

2015
- Bihari Múzeum, Berettyóújfalu
- Magyar Kereskedelmi és Vendéglátóipari Múzeum, Budapest

2016
- Szent Bertalan-templom Kincstára, Gyöngyös

2017
- PIM Kazinczy Ferenc Múzeum, Sátoraljaújhely

2018
- Thorma János Múzeum, Kiskunhalas

2019
- Jósa András Múzeum, Nyíregyháza

#### 2023
- Szabadtéri Néprajzi Múzeum, Szentendre

## Az Év Múzeuma díj különdíjasai
1997
- Mezőgazdasági Gépmúzeum, Mezőkövesd (Pulszky Társaság – MME)
- Mátra Múzeum, Gyöngyös (ICOM MNB)
- Göcseji Falumúzeum, Zalaegerszeg (MKM Múzeumi Osztálya)

1998
- Blaskovich Múzeum, Tápiószele (Pulszky Társaság – MME)
- Cukormúzeum (Szerencs) (ICOM MNB)
- Szórakaténusz Játékmúzeum, Kecskemét (MKM Múzeumi Osztálya)

1999
- Gödöllői Királyi Kastélymúzeum, Gödöllő (Pulszky Társaság – MME)
- MNM Rákóczi Múzeum, Sárospatak (ICOM MNB)
- Pásztói Múzeum, Pásztó (NKÖM Múzeumi Osztálya)

2000
- Bűnügyi és Rendőr-történeti Múzeum, Budapest (Pulszky Társaság – MME)
- Viski Károly Múzeum, Kalocsa (ICOM MNB)
- Csornai Múzeum, Csorna (NKÖM Múzeumi Osztálya)
- Türr István Múzeum, Baja (Magyar Nemzeti Múzeum)

2001
- Közlekedési Múzeum, Budapest (Pulszky Társaság – MME)
- Központi Bányászati Múzeum, Sopron (ICOM MNB)
- Kiskun Múzeum, Kiskunfélegyháza (NKÖM Múzeumi Osztálya)
- Göcseji Múzeum, Zalaegerszeg (Magyar Nemzeti Múzeum)

2002
- Országos Műszaki Múzeum Öntödei Múzeuma, Budapest (Pulszky Társaság – MME)
- Magyar Zsidó Múzeum és Levéltár, Budapest (ICOM MNB)
- Móra Ferenc Múzeum, Szeged (NKÖM Múzeumi Osztálya)
- Kiss Pál Múzeum, Tiszafüred (Magyar Nemzeti Múzeum)

2003
- Textil- és Textilruházati Ipartörténeti Múzeum, Budapest (Pulszky Társaság – MME)
- Mezőgazdasági Gépmúzeum, Mezőkövesd (NKÖM Múzeumi Osztálya)
- Herendi Porcelánművészeti Múzeum, Herend (Magyar Nemzeti Múzeum)

2004
- Tatabányai Múzeum, Tatabánya (Pulszky Társaság – MME)
- Angyalföldi Helytörténeti Gyűjtemény, Budapest (ICOM MNB)
- Munkácsy Mihály Múzeum, Békéscsaba (NKÖM Múzeumi Főosztálya)
- Városi Múzeum (Paks) (Magyar Nemzeti Múzeum)

2005
- Völgységi Múzeum, Bonyhád (Pulszky Társaság – MME)
- Szatmári Múzeum, Mátészalka (ICOM MNB)
- Bihari Múzeum, Berettyóújfalu (NKÖM Múzeumi Főosztálya)
- Vay Ádám Múzeum, Vaja (Magyar Nemzeti Múzeum)

2006
- Központi Bányászati Múzeum, Sopron (Pulszky Társaság – MME)
- Hopp Ferenc Ázsiai Művészeti Múzeum, Budapest (ICOM MNB)
- Wosinsky Mór Megyei Múzeum, Szekszárd (NKÖM Múzeumi Főosztálya)
- Árpád-házi Szent Margit Múzeum és Könyvtár, Segesd (Magyar Nemzeti Múzeum)

2007
- Hadtörténeti Múzeum, Budapest (Pulszky Társaság – MME és ICOM MNB)

2008
- Nagyatádi Városi Múzeum, Nagyatád (Pulszky Társaság – MME és ICOM MNB)
- Bátai Tájház, Báta (OKM Múzeumi osztálya)
- Beregi Múzeum, Vásárosnamény(Magyar Nemzeti Múzeum)

2009
- Hadtörténeti Múzeum, Budapest (OKM Közgyűjteményi Főosztálya)

2010
- Magyar Kereskedelmi és Vendéglátóipari Múzeum, Budapest (Pulszky Társaság – MME)
- Tiszazugi Földrajzi Múzeum, Tiszaföldvár (ICOM MNB)
- Matrica Múzeum, Százhalombatta (OKM Közgyűjteményi Főosztálya)

2011
- Petőfi Sándor Emlékkiállítás, Szalkszentmárton (Pulszky Társaság – MME és ICOM MNB közös)
- Bátai Tájház, Báta (Magyar Nemzeti Múzeum)

2012
- Országos Pedagógiai Könyvtár és Múzeum, Budapest (Pulszky Társaság – MME)
- Rómer Flóris Művészeti és Történeti Múzeum, Győr (ICOM MNB)
- Thorma János Múzeum, Kiskunhalas (EMMI Közgyűjteményi Főosztálya)
- Bihari Múzeum, Berettyóújfalu (EMMI Közgyűjteményi Főosztálya)
- Koszta József Múzeum, Szentes (Magyar Nemzeti Múzeum)
- Országos Színháztörténeti Múzeum és Intézet, Budapest (Országos Közgyűjtemények Szövetsége)
- Laczkó Dezső Múzeum, Veszprém (Megyei Múzeumok Igazgatóságainak Szöv.)

2013
- Zempléni Múzeum, Szerencs (Pulszky Társaság – MME és ICOM MNB közös)

2015
- Koszta József Múzeum, Szentes (Országos Közgyűjtemények Szövetsége és ICOM MNB közös)
- Sziklakórház Atombunker Múzeum, Budapest (Pulszky Társaság – MME)

2016
- Csornai Múzeum, Csorna

2017
- Rómer Flóris Művészeti és Történeti Múzeum, Győr

2018
- Evangélikus Országos Múzeum, Budapest

2019
- Kegyeleti Múzeum – Temetkezéstörténeti és Kegyeleti Szakgyűjtemény

## Az Év Múzeuma díj - a bíráló bizottság díja
2009
- Jósa András Múzeum, Nyíregyháza

2011
- Bakonyi Természettudományi Múzeum, Zirc
- Völgységi Múzeum, Bonyhád

## Az Év Múzeuma díj - a bíráló bizottság kiemelt elismerése
2014
- Ferenczy Múzeum, Szentendre